# Flabellum arcuatile
Espèce
Statut CITES
Flabellum arcuatile est une espèce de coraux appartenant à la famille des Flabellidae.